# 李旺镇
李旺镇是宁夏回族自治区海原县的一个镇，位于县东部，目前辖8个村、110个自然村。有92%的回族人口。

## 行政区划
桥头溪乡下辖以下地区：
李果园村、罗泉村、二道村、红圈村、韩府村、马莲村、李旺村、团庄村、七百户村、杨山村、杨堡村、上川村、九牛村、罗塘村、北梁村、中川村、黑岭村、九道村和新源村。

## 农业
以种植业及农业为主，特产红葱。

## 交通
为银平公路与李海公路交会处。